# Carl Söderlund
Carl Söderlund (* 3. Juni 1997 in Stockholm) ist ein ehemaliger schwedischer Tennisspieler.

## Karriere
Söderlund begann mit sechs Jahren Tennis zu spielen. 2014 mit 17 Jahren spielte er sein erstes Profimatch, als er in Båstad bei den Swedish Open eine Wildcard für die Qualifikation erhielt. Dort verlor er deutlich mit 2:6, 0:6 gegen Juan Lizariturry. Ein Jahr später gelang ihm bei einem Turnier der ITF Future Tour ein kleiner Achtungserfolg, als er das Halbfinale erreichte und damit auch erstmals Punkte für die Weltrangliste erhielt. Im November desselben Jahres gewann er sein erstes Future-Turnier, das ihm weitere Punkte bescherte, sodass er das Jahr auf Platz 790 abschloss.
Das Jahr 2016 begann für Söderlund mit einigen frühen Niederlagen, ehe er im Mai ohne Satzverlust seinen zweiten Future-Titel in Schweden gewann. Zwei Monate später spielte er erstmals im Hauptfeld eines Turniers der höher dotierten ATP Challenger Tour und erreichte – mit Wildcard gestartet – auf Anhieb das Halbfinale in Båstad, wo er unter anderem Daniel Gimeno Traver und Thomas Fabbiano besiegte und schließlich an Roberto Carballés Baena scheiterte. Aufgrund dieser Leistung erhielt er für das eine Woche später startende Turnier in Båstad eine Wildcard. Bei seiner Premiere auf der ATP World Tour trat er dort in der Auftaktrunde gegen seinen Landsmann und weiteren Wildcard-Starter Fred Simonsson an, gegen den er 6:3, 3:6, 7:6 (7:5) gewann. Dem Portugiesen João Sousa konnte er im Achtelfinale jedoch kaum Paroli bieten und verlor glatt mit 3:6, 1:6. Durch diese Erfolge stieg Söderlund in der Weltrangliste bis auf Platz 418; wenig später stieg er bis Rang 387, sein Karrierehoch. In den folgenden Jahren konnte er an diese Leistungen nicht anknüpfen. 2021 spielte er seine letzten Turniere, ehe er 2022 seinen Rücktritt vom Tennis bekanntgab.